# رعشين
رعشين هي قرية لبنانية من قرى قضاء كسروان في محافظة جبل لبنان.